# Брискин, Элиас
Элиас Брискин (англ. Elias Breeskin; 25 октября 1895, Екатеринослав — 9 мая 1969, Мехико) — американский скрипач и дирижёр еврейского происхождения.

## Биография
Начинал учиться игре на скрипке в Кракове; по семейной легенде, взял несколько уроков у Леопольда Ауэра. В середине 1900-х годов оказался вместе с семьёй в США, где поступил в нью-йоркский Институт музыкального искусства и учился у Франца Кнайзеля. В 1915 году на концерте выпускников в Эолиан-холле исполнил Чакону Иоганна Себастьяна Баха. C 1917 года играл в Нью-Йоркском симфоническом оркестре. 28 февраля 1918 года успешно выступил в Эолиан-холле с сольным концертом. В 1919 году участвовал как дополнительный музыкант в гастрольном турне Энрико Карузо, выступил с сольным концертом в Карнеги-холле. В 1921 году недолгое время был участником фортепианного Элшуко-трио.
Затем работал концертмейстером в нескольких оркестрах, в том числе в Миннеаполисском симфоническом оркестре (1925—1926) и в Питтсбургском симфоническом оркестре, где в 1927—1930 гг. исполнял обязанности главного дирижёра. Развившаяся у Брискина патологическая страсть к азартным играм привела к тому, что он постоянно занимал у других музыкантов деньги и одалживал инструменты, не возвращая их, в силу чего его карьера сильно пострадала. На некоторое время он вернулся в Нью-Йорк, затем оказался в Калифорнии в составе оркестра, игравшего на концертной площадке «Голливудская чаша» под руководством Юджина Гуссенса. Растратив принадлежавшие оркестру деньги, бежал в Мексику, где выступал преимущественно как дирижёр. В 1945—1946 гг. находился в тюрьме за долги.
В 1920—1930 годах был женат на Аделин Доме, арт-кураторе и наследнице огромного состояния, затем женился ещё дважды. Отец семерых детей, среди которых мексиканская актриса кабаре Ольга Брискин Торрес.